# Вовчі ягоди (рід)
Во́вче л́ико, або вовчі ягоди (Daphne) — рід рослин родини тимелеєві класу евдикоти.

## Опис
Вовче лико належить до родини тимелеєвих (Thymelaeaceae). В роді близько 50 видів, які ростуть у Європі, Азії і на півночі Африки. Це низькорослі, іноді середньої висоти кущі, у яких блискучі, вічнозелені або опадаючі листки. Цвіте рослина від ранньої весни до літа; квіти яскраво-рожеві або білі.

## Систематика
- Daphne acutiloba
- Daphne alpina
- Daphne altaica
- Daphne angustiloba
- Daphne arbuscula
- Daphne arisanensis
- Daphne aurantiaca
- Daphne axillaris
- Daphne baksanica
- Daphne bholua
- Daphne blagayana
- Daphne brevituba
- Daphne caucasica
- Daphne championii
- Daphne cneorum — вовче лико запашне
- Daphne depauperata
- Daphne emeiensis
- Daphne erosiloba
- Daphne esquirolii
- Daphne feddei
- Daphne gemmata
- Daphne genkwa
- Daphne giraldii
- Daphne glomerata
- Daphne gnidioides
- Daphne gnidium
- Daphne gracilis
- Daphne grueningiana
- Daphne holosericea
- Daphne jasminea
- Daphne jezoensis
- Daphne jinyuensis
- Daphne kamtschatica
- Daphne kiusiana
- Daphne kosaninii
- Daphne laciniata
- Daphne laureola
- Daphne leishanensis
- Daphne limprichtii
- Daphne longilobata
- Daphne longituba
- Daphne macrantha
- Daphne malyana
- Daphne mezereum — вовче лико звичайне
- Daphne modesta
- Daphne mucronata
- Daphne myrtilloides
- Daphne oleoides
- Daphne papyracea
- Daphne pedunculata
- Daphne penicillata
- Daphne petraea
- Daphne pontica
- Daphne pseudomezereum
- Daphne purpurascens
- Daphne retusa
- Daphne rhynchocarpa
- Daphne rodriguezii
- Daphne rosmarinifolia
- Daphne sericea
- Daphne sophia — вовче лико Софії
- Daphne striata
- Daphne sureil
- Daphne tangutica
- Daphne tenuiflora
- Daphne tripartita
- Daphne xichouensis
- Daphne yunnanensis

## Опис видів вовчого лика
Daphne arbuscula Celak., — чагарник, що досягає у висоту 10—30 см, росте на вапнякових скелях у Словацьких Карпатах. Вічнозелені листки м'ясисті, товсті. Цвіте в травні-червні рожевими квітками. Квіти на коротких квітконіжках, пахучі. Розвивається в проникному, багатому на кальцій ґрунті, на освітлених і сонячних ділянках. Розмножується живцями, зрізаними з неквітучих гілок, у червні-липні. Утворює низькорослі кущі, які виглядають гарно та декоративно в невеликих альпінаріях. Саджають ці садові рослини у верхній частині каменів, тоді утворюють гарні навіси.
Вовче лико запашне родом з Піренейських гір, ростуть в Альпах, у західних областях нашої країни. Це низькорослий, густий, вічнозелений чагарник висотою 20-30 см. Блискучі, темно-зелені листки на нижній стороні синювато-зеленого відтінку. Чотиризіркові вишнево-червоні квітки, що розпускаються після розвитку листків, трубчасті, перебувають у густих верхніх парасольках. Квіти з різким запахом. Цвіте в травні-червні, іноді вдруге в другій половині літа. Розвивається в проникному, вапняному, вологому ґрунті з помірним вмістом гумусу, на освітленій сонцем ділянці, але не на південних схилах. Іноді росте і в напівтіні. Розмножується живцями, які зрізують у липні-серпні і вкореняють у ящиках. Саджанці розсаджують у квіткові горщики і, коли коренева система зміцніє, висаджують у ґрунт на постійне місце. Звичайно саджають зверху каменю, тому що рослина утворює декоративні навіси, іноді включають у групу вересових рослин.
Вовче лико звичайне (Daphnae mezereum) — найвищий вид даного роду; у нього опадаючі, гострі листки. Розвивається в проникному, глибокому, вологому ґрунті, на сонці і в напівтіні. Квітне ранньою весною — у березні-квітні — яскраво-рожевими квітками. Ягоди червоні. Розмножується насінням, які висівають відразу ж після збору. Відмінно розмножуються живцями, зрізаними із дворічної рослини, або літніми пагонами. Використовують у великих альпінаріях, де може розростатися по поверхні. Культивують сорт 'Альба' (с. v. 'Alba'), що цвіте білими квітками.
Схоже на виноград.